# Egestorf
Egestorf település Németországban, azon belül Alsó-Szászország tartományban. Lakosainak száma 2785 fő (2023. december 31.).

## Népesség
A település népességének változása:
| Lakosok száma | 2452 | 2598 | 2565 | 2615 | 2720 | 2830 | 2785 |
|               | 2014 | 2016 | 2017 | 2019 | 2021 | 2022 | 2023 |